# Vinnie & Bobby
Vinnie & Bobby est une sitcom américaine en sept épisodes de 22 minutes créée par Ron Leavitt et diffusée entre le 30 mai et le 11 juillet 1992 sur le réseau Fox. C'est un spin-off de la sitcom de 1991 Top of the Heap (en), qui était elle-même spin-off de Mariés, deux enfants (Married… with Children).
Matt LeBlanc (Vinnie Verducci) et Joey Lauren Adams (Mona Mullins) jouent le même rôle dans les trois séries (Joey Lauren Adams n'apparaît que dans le backdoor pilot de Mariés, deux enfants).
Cette série est inédite dans tous les pays francophones.

## Synopsis
La série se passe à Chicago, et se focalise sur Vinnie Verducci (Matt LeBlanc), ouvrier du bâtiment, et Bobby Grazzo (Robert Torti) avec qui il partage l'appartement dans lequel il vivait précédemment avec son père.
Charlie (Joseph Bologna), le père de Vinnie, a visiblement quitté l'appartement. Fluffy, le chat de Vinnie a disparu et Bobby vient vivre avec Vinnie après lui avoir trouvé du travail sur un chantier.

## Distribution
- Matt LeBlanc : Vinnie Verducci
- Robert Torti : Bobby Grazzo
- John Pinette (en) : William Melvin Belli, collègue de chantier (5 épisodes)
- Joey Lauren Adams : Mona Mullins, voisine de 17 ans, amoureuse de Vinnie (5 épisodes)
- Sharyn Leavitt : Winnie (4 épisodes)
- Ron Taylor : Stanley (3 épisodes)
- Fred Stoller (en) : Fred Slacker (3 épisodes)

## Épisodes
1. Full Heap
2. It's in the Bag
3. Killer Shiller
4. Vinnie Gets Sued
5. The Belli Ache
6. Spring Is In The Air
7. The Credit Card